# Hollenthon
Pour les articles homonymes, voir Hollenthon (homonymie).
Hollenthon est un groupe de dark metal symphonique autrichien, originaire de Vienne. En date, l'activité du groupe est inconnue.

## Biographie
Les racines de Hollenthon sont retracées en 1994, au sein des groupes Austrian Black Metal Syndicate et d'un projet passé inaperçu appelé Vuzem. Vuzem reprend son nom d'une fabrique locale de vêtements en cuir. Le batteur Mike Gröger (Collapse 7, Bloo Vodoo, Only Attitude Counts, Mudbreed) les rejoint. Martin Schirenc fera paraître anonymement deux chansons de Vuzem sur la compilation auto-produite Norici Obscura Pars. Après un accueil favorable, Martin décide de publier un album studio de Vuzem. Cependant, d'autres activités viennent retarder la sortie de l'album en 1998, dont les chansons encore inachevées attirent l'attention de Napalm Records. Peu après, Vuzem signe au label, publiant Domus Mundi en 1999 sous le nom de Hollenthon.
En juin 2001, Hollenthon publie l'album With Vilest of Worms to Dwell. Le groupe tourne en soutien à l'album avec Eisregen et Siebenbürgen. la formation sur scène se complète avec l'arrivée de Mario Klausner (Collapse 7, ex-Pungent Stench, ex-Belphegor) et Werner Freinbichler (Collapse 7). Les années suivantes voient Martin se consacrer à Pungent Stench, en parallèle à l'écriture de nouvelles chansons pour Hollenthon. En 2007, Hollenthon revient sur la scène après une pause. En septembre 2009, le groupe annonce un nouvel EP intitulé Tyrants and Wraiths.
Le 4 décembre 2010, Hollenthon film son concert au Szene de Vienne, une vidéo est publiée sur Internet au début de 2012 en cinq parties.

## Style musical
Le style musical de Hollenthon s'inspire du heavy metal des années 1980 et de la musique classique. Il se caractérise par des éléments classiques du metal incluant voix gutturales et chœurs.

## Membres

### Membres actuels
- Martin Schirenc - basse (1999-2007), chant, guitare, claviers (depuis 1999)[1]
- Mike Gröger - batterie, percussions (depuis 1999)[1]
- Martin Molokh - guitare (depuis 2007)[1]
- Max Reif - basse, chœurs (depuis 2010)[1]

### Anciens membres
- Elena Schirenc - chant (1999-?)[1]
- Gregor « El Gore » Marboe - basse, chant (2007-2010)[1]

## Discographie
- 1999 : Domus Mundi
- 2001 : With Vilest of Worms to Dwell
- 2008 : Opus Magnum
- 2009 : Tyrants and Wraiths (EP)